# Conflans-sur-Lanterne
Conflans-sur-Lanterne és un municipi francès situat al departament de l'Alt Saona i a la regió de Borgonya - Franc Comtat. L'any 2007 tenia 653 habitants.

## Demografia

### Població
El 2007 la població de fet de Conflans-sur-Lanterne era de 653 persones. Hi havia 285 famílies, de les quals 95 eren unipersonals (36 homes vivint sols i 59 dones vivint soles), 83 parelles sense fills, 87 parelles amb fills i 20 famílies monoparentals amb fills.
La població ha evolucionat segons el següent gràfic:
Habitants censats

### Habitatges
El 2007 hi havia 333 habitatges, 292 eren l'habitatge principal de la família, 18 eren segones residències i 22 estaven desocupats. 271 eren cases i 62 eren apartaments. Dels 292 habitatges principals, 194 estaven ocupats pels seus propietaris, 91 estaven llogats i ocupats pels llogaters i 7 estaven cedits a títol gratuït; 2 tenien una cambra, 14 en tenien dues, 42 en tenien tres, 96 en tenien quatre i 139 en tenien cinc o més. 204 habitatges disposaven pel capbaix d'una plaça de pàrquing. A 143 habitatges hi havia un automòbil i a 106 n'hi havia dos o més.

### Piràmide de població
La piràmide de població per edats i sexe el 2009 era:
| Homes | Edats   | Dones |
| ----- | ------- | ----- |
| 0     | 95 o +  | 0     |
| 4     | 90 a 94 | 4     |
| 4     | 85 a 89 | 4     |
| 4     | 80 a 84 | 8     |
| 28    | 75 a 79 | 28    |
| 4     | 70 a 74 | 20    |
| 8     | 65 a 69 | 12    |
| 16    | 60 a 64 | 12    |
| 28    | 55 a 59 | 24    |
| 32    | 50 a 54 | 16    |
| 32    | 45 a 49 | 28    |
| 20    | 40 a 44 | 32    |
| 24    | 35 a 39 | 12    |
| 28    | 30 a 34 | 32    |
| 24    | 25 a 29 | 24    |
| 12    | 20 a 24 | 16    |
| 8     | 15 a 19 | 16    |
| 36    | 10 a 14 | 32    |
| 12    | 5 a 9   | 4     |
| 4     | 0 a 4   | 16    |

## Economia
El 2007 la població en edat de treballar era de 429 persones, 310 eren actives i 119 eren inactives. De les 310 persones actives 285 estaven ocupades (162 homes i 123 dones) i 25 estaven aturades (9 homes i 16 dones). De les 119 persones inactives 35 estaven jubilades, 44 estaven estudiant i 40 estaven classificades com a «altres inactius».

### Ingressos
El 2009 a Conflans-sur-Lanterne hi havia 288 unitats fiscals que integraven 649,5 persones, la mediana anual d'ingressos fiscals per persona era de 17.711 €.

### Activitats econòmiques
Dels 37 establiments que hi havia el 2007, 1 era d'una empresa extractiva, 3 d'empreses alimentàries, 1 d'una empresa de fabricació d'elements pel transport, 3 d'empreses de construcció, 9 d'empreses de comerç i reparació d'automòbils, 1 d'una empresa de transport, 3 d'empreses d'hostatgeria i restauració, 1 d'una empresa financera, 5 d'empreses immobiliàries, 3 d'empreses de serveis, 6 d'entitats de l'administració pública i 1 d'una empresa classificada com a «altres activitats de serveis».
Dels 12 establiments de servei als particulars que hi havia el 2009, 1 era una oficina de correu, 3 tallers de reparació d'automòbils i de material agrícola, 1 paleta, 1 fusteria, 1 electricista, 1 perruqueria, 3 restaurants i 1 agència immobiliària.
Dels 7 establiments comercials que hi havia el 2009, 1 era una botiga de més de 120 m², 3 fleques, 2 carnisseries i 1 una peixateria.
L'any 2000 a Conflans-sur-Lanterne hi havia 8 explotacions agrícoles.

## Equipaments sanitaris i escolars
L'únic equipament sanitari que hi havia el 2009 era una farmàcia.
El 2009 hi havia una escola elemental integrada dins d'un grup escolar amb les comunes properes formant una escola dispersa.

## Poblacions més properes
El següent diagrama mostra les poblacions més properes.